# تیا فلمینگ
تیا فلمینگ (هلندی: Thea Fleming؛ زادهٔ ۱۹۴۲) هنرپیشه و مدل اهل هلند است.